# 自由民兵
自由民兵（英語：fyrd）是早期盎格鲁-撒克逊军队的一种，由自由民或雇佣兵动员而来，负责保卫其所在的郡或郡长的领地，也有可能从指定的代表动员而来参加皇家远征。自由民兵团的服役时间通常很短，而且参与者需要自备武器和给养。
多年来，自由民兵的组成不断演变，特别是为了应对维京人的袭击和入侵。阿尔弗雷德大帝统治时期，国防和征兵制度进行了重组，他在威塞克斯王国建立了33座设防城镇（或“堡垒”）。维护每个城镇所需的税收数额在一份名为《堡垒历史》 的文件中规定了下来。每位领主都拥有其个人持有的土地，其价值以海德 (英語：Hides) 为单位。根据他所拥有的土地，他必须贡献相对应的人力和武器来维护和保卫这些城堡。不遵守此要求的人会受到严厉的处罚。
最终，民兵团由经验丰富的士兵组成，并由来自各郡、跟随其领主的普通村民和农民补充。

## 定义
中世纪早期英国的日耳曼统治者依赖于地方征兵制（或称自由民兵团）提供的步兵，而早期盎格鲁-撒克逊英格兰各王国的军事力量也依赖于这一体系。在盎格鲁-撒克逊文献中，这一类军事服役可能表示为fyrd-faru、fyrd-færeld、fyrd-socn或简称为fyrd。自由民兵是盎格鲁-撒克逊下属郡的一支地方民兵组织，所有自由民都必须服役。拒绝服兵役的人将被处以罚款或丧失土地。根据《伊尼法律》：
如果拥有土地的贵族不服兵役，他将缴纳120先令的罚款并且自己的土地要被没收；没有土地的贵族则应缴纳60先令；平民若不服兵役，将被处以30先令的罚款。
处理当地袭击事件是郡自由民兵的职责。国王可以召集国家自由民兵来保卫王国，然而在遭遇游击战时，尤其是维京人的袭击时，由于通讯和补给问题，国家自由民兵无法迅速集结，因此在历史上很少被召集。
历史学家对于民兵是否包括家臣和雇佣兵存在分歧。最初这支部队可能全部由步兵组成。然而，从阿尔弗雷德时代开始，便组建有一支由骑马步兵组成的快速反应部队，他们可以迅速骑马到任何被攻击的场所，下马并击退任何袭击部队。此外，阿尔弗雷德重组军队后，他的军队由两部分组成。第一支被称为精选自由民兵 (英語：selected-fyrd)的部队很可能是一支严格的皇家骑兵部队，主要由贵族和他们的家臣组成，并得到其他郡长和督军出资维持。第二支部队是负责保卫郡和自治市镇区域的地方自由民兵或普通自由民兵，其成员由自由民组成，例如小佃农和他们当地的领主和乡绅。11世纪，英格兰步兵部队因增加了精锐的侍卫部队而得到加强。然而，最近的研究表明，历史上只有一支精锐自由民兵，其中的骑兵由威塞克斯王国提供。
《盎格鲁-撒克逊编年史》中用来指代丹麦军队的古英语术语是“here” ；威塞克斯的伊尼在约 694 年颁布的法典中，将“here”定义为“一支人数超过三十五人的入侵军队或袭击队”，然而在后来的资料中，“here”和“fyrd”这两个词在指代英格兰自由民兵时互换使用。
盎格鲁-撒克逊英格兰的佃户根据其土地所有权承担三重义务；即所谓的“普通责任”（英語：common burdens），即兵役、堡垒工作和桥梁修复。即使土地所有者获得了其他皇家服务的豁免，这三项职责仍被保留。其中一个例子是858年的一份宪章，其中威塞克斯国王埃塞尔伯特与他的贵族伍尔弗拉夫交换了土地。条款规定，除了兵役、修建桥梁和堡垒工作外，乌尔弗拉夫的土地应免于一切王室服务和世俗负担。
根据克努特大帝的法律：
如果有人拒绝对堡垒或桥梁的修复或服兵役，他将支付120先令。这笔钱将作为根据英格兰法律对各地区国王的补偿，金额则由丹麦法区现有法规确定......
从8世纪末开始，英格兰遭受维京人的袭击，最初主要袭击修道院。第一个遭到袭击的修道院位于公元 793 年东北海岸的林迪斯法恩，《盎格鲁-撒克逊编年史》将维京人描述为异教徒。劫掠一直持续到9世纪60年代，当时维京人不再进行劫掠，而是改变了策略，派遣大军入侵英格兰。 《盎格鲁撒克逊编年史》将这支军队描述为“异教徒大军”。 丹麦人最终于 878 年的埃丁顿战役中被阿尔弗雷德大帝击败。紧接着又签订了《阿尔弗雷德和古斯鲁姆条约》 ，根据该条约，英格兰被威塞克斯的盎格鲁撒克逊人和维京人瓜分。然而，另一支活跃在欧洲大陆的丹麦军队的威胁仍然存在。大陆上肆虐的维京军队促使阿尔弗雷德保护他的威塞克斯王国。他组建了海军，重组了陆军，建立了骑兵队，并建立了有效的城镇防御体系（被称为“burh”，或“堡” ）
该体系的每个要素都是为了弥补维京人的袭击和入侵所暴露出的威赛克斯的军事体系的缺陷。如果在现有体制下威赛克斯无法快速集结兵力以阻挡机动性强的维京袭击者，那么显而易见的解决办法就是组建一支常备的野战部队，即使这意味着将西撒克逊民兵从一支由国王及其扈从组成的松散的民兵联军转变为一支常备骑兵。如果阿尔弗雷德的王国缺乏堡垒来阻止敌军的前进，他就会建造这些堡垒。如果敌人从海上进攻，他会用自己的海军力量进行反击。为了维持城堡和常备军，他建立了一套征税和征兵制度，并记录在一份文件中，这份文件现在被称为《堡垒历史》（Burghal Hidage）；文件中列出了三十三个设防城镇及其应税价值（称为“Hides”、“海德”）。阿尔弗雷德的所有创新都具有其独特的特点，深深植根于西撒克逊人的传统习俗，并以所有郡属土地和皇家借贷土地的持有者对王室承担的三项“普通责任”为基础。阿尔弗雷德大帝在这方面展现出了他的才华，将野战部队和堡垒设计成一个连贯的军事系统的一部分。
1066 年，盎格鲁萨克逊的哈罗德国王大力使用自由民兵，抵抗哈拉尔一世和诺曼底的威廉的入侵。
英格兰国王亨利一世，这位盎格鲁-诺曼国王在他的加冕典礼上承诺恢复忏悔者爱德华的法律，并娶了一位有西撒克逊王室先祖的苏格兰公主为妻，他召集了自由民兵来补充他的封建征兵，作为全英格兰的军队，如奥德里克·维塔利斯所报道的，以抵抗他的兄弟罗伯特·柯索斯在 1101 年夏天和 1102 年秋天发动的失败的入侵。 
关于早期美国军事组织的一种观点认为自由民兵是英国的弗吉尼亚殖民地民兵的组织方式的一种抽象体现。

### 引用
1. 1 2 3 4  Preston 1956，第70頁.
2. 1 2 3  Hollister 1962，第59-60頁.
3. ↑  Attenborough 1922，第62頁.
4. ↑  Hollister 1962，第3頁.
5. ↑  Powicke 1962，第1頁.
6. ↑  Lavelle 2010，第9頁.
7. ↑  Beckett 2011，第9頁.
8. ↑  Attenborough 1922，第40-41頁.
9. ↑  .   [2024-07-20]. （原始内容存档于2023-03-19） （英语）. Wulflaf's land should be free of all royal services and secular burdens except military service, the building of bridges, and fortress work — absque expeditione sola pontium structura et arcium munitionbus...
10. ↑  Lavelle 2010，第71頁.
11. ↑  Sawyer 2001，第2-3頁.
12. ↑  ASC 793 - English translation at project Gutenberg （页面存档备份，存于）. Retrieved 1 May 2013
13. ↑  ASC 865 - English translation at project Gutenberg （页面存档备份，存于）. Retrieved 1 May 2013
14. ↑  Attenborough 1922，第96-101頁.
15. ↑  Sawyer 2001，第57頁.
16. ↑  Starkey 2004，第23頁.
17. ↑  Abels 1998，第196頁.
18. ↑  Horspool 2007，第102頁.
19. ↑  Shea, William L. . Baton Rouge, LA: 路易斯安那州立大学出版社. : 1. ISBN 9780807111062.

## 延伸阅读
- Dunkin, Sandra. . Cannon, John  (编).  Second. Oxford, UK: Oxford University Press: 385. 2015. ISBN 978-0-19-967783-2.